# Riz à la catalane
Le riz à la catalane est une des variantes de paella provenant de Catalogne.